# Henry Kreisel
Henry Kreisel O.C. (geboren am 5. Juni 1922 in Wien, Österreich; gestorben am 22. April 1991 in Edmonton, Alberta, Kanada) war ein kanadischer Literaturwissenschaftler, Hochschullehrer und Schriftsteller österreichischer Herkunft.

## Familie
Henry Kreisel war der erste Sohn von David Leo Kreisel (2. August 1891 in Waschkoutz am Czeremosch, Bukowina, Österreich-Ungarn; gestorben 1969) und dessen Ehefrau Helene, geborene Schreier (1893–1971). Er hatte einen jüngeren Bruder, Kurt Kreisel-Kilstock (* 1924). Aus der am 22. Juni 1947 geschlossenen Ehe von Henry Kreisel mit der späteren Kuratorin Esther, geborene Lazerson (* 1925), ging ein Sohn hervor, Philip Kreisel (* 1956).

## Werdegang
Als fünfzehnjähriger Schüler veröffentlichte Kreisel in seiner Geburtsstadt Wien, wo er die Schule besuchte, eine selbst verfasste Novelle.
Nach der Okkupation Österreichs durch die deutsche Wehrmacht im Jahr 1938 wurden seine Eltern bei dem illegalen Versuch festgenommen, den NS-Staat zu verlassen. Sein Vater wurde im Konzentrationslager Dachau inhaftiert, die Mutter im Konzentrationslager Ravensbrück. Noch im selben Jahr wurde der Familie die Ausreise nach England gestattet. Henry Kreisel emigrierte am 22. Juli 1938 nach England, sein Bruder Kurt und sein Vater folgten im Januar bzw. August 1939. Bis 1940 fand Henry Kreisel in einer Kleiderfabrik Beschäftigung.
Nach dem Beginn des Zweiten Weltkriegs wurde der siebzehnjährige Henry Kreisel am 16. Mai 1940 als Enemy Alien interniert und von England aus in ein Internierungslager nach New Brunswick in Kanada verlegt. Insgesamt achtzehn Monate verbrachte Kreisel in diesen Internierungslagern. Dort schrieb er ein Tagebuch, das er später veröffentlichte und beschloss, dass Englisch die Sprache sein würde, in der er sich künftig schriftstellerisch ausdrücken wollte. Als schriftstellerische Inspiration habe ihm Joseph Conrad gegolten. Er habe sich gefreut, durch die Internierung von der Arbeit in der Fabrik befreit worden zu sein und von den Diskussionen mit den vielen Intellektuellen im Internierungslager profitiert. Diese seien in dieser Zeit seine Universität gewesen.
Der bereits 1938 mit seiner Familie von England nach Kanada emigrierte deutsch-amerikanische Mediziner, Biochemiker und Pharmazeut Bruno Mendel übernahm nach Vermittlung durch die jüdische Gemeinde für Kreisel und vier weitere jüdische Internierte, darunter auch Josef Eisinger und Walter Kohn, die Bürgschaft und erreichte damit im November 1941 deren Entlassung. Aus diesem Grund widmete Kreisel ihm und dessen Familie später das Buch The Rich Man.
Zunächst besuchte er das Harbord Collegiate Institute in Toronto, um seine Englisch-Kenntnisse zu verbessern und die Hochschulreife zu erlangen. Mit einem Stipendium, das er aufgrund seines im Internierungslager verfassten Tagebuchs erhielt, studierte Kreisel ab 1942 Englische Literatur an der University of Toronto, wo er innerhalb von vier Jahren insgesamt 11 weitere Stipendien gewann. Parallel dazu leistete er 1945/46 seinen Wehrdienst in der Canadian Army beim Canadian Officers’ Training Corps (COTC) ab.
1945 wurde er eingebürgert und erhielt die kanadische Staatsbürgerschaft. 1946 erwarb er den akademischen Titel eines Bachelor of Arts (B. A.), gewann im selben Jahr die Reuben Wells Leonard Fellowship für Absolventen und erwarb 1947 mit dem Thema Aspects of modern realistic fiction in American den akademischen Titel eines Master of Arts (M. A.). Als Dozent für Englisch lehrte er ab Herbst 1947 bis 1952 an der University of Alberta in Edmonton. 1950 wurde er Assistant Professor, 1952 Associate Professor.
Er erhielt 1952 eine Fellowship der Royal Society of Canada und ging nach England, wo er im Jahr 1954 an der University of London mit einer Dissertation über das Thema The Problem of Exile and Alienation in Modern Literature zum Ph.D. promovierte. 1957 kehrte er an die University of Alberta zurück, wo er 1959 zum ordentlichen Professor (full professor) für Englisch ernannt wurde.
Von 1961 bis 1967 hatte er die Funktion des Leiters des Fachbereiches Englisch inne. Anschließend wurde er Senior Associate Dean (Dekan) für Graduate Studies. 1969/70 wurde er zum Dekan der Fakultät, im Frühjahr 1970 zum Akademischen Vizepräsidenten der University of Alberta berufen, eine Position, die er fünf Jahre lang ausfüllte.
Im Jahr 1975 wurde er zum Universitätsprofessor (University Professor) ernannt und hatte den Lehrstuhl für Englisch inne. 1975/76 wurde er als Visiting Fellow des Wolfson College der University of Cambridge eingeladen. Nach seiner Rückkehr im Herbst 1976 lehrte er an der University of Alberta am Fachbereich für vergleichende Literaturwissenschaft (Komparatistik) und am Fachbereich Drama.
Im Jahr 1987 wurde er emeritiert; im Folgejahr durch Ordensverleihung zum Officer of the Order of Canada ernannt.
Kreisel veröffentlichte zwei Romane, The Rich Man (1947) und The Betrayal (1964), letzterer wurde im Jahr 1965 von CBC auch als Fernsehspiel gesendet.
Er verstarb im Alter von 68 Jahren und wurde auf dem Jewish Cemetery in Edmonton beigesetzt.

## Veröffentlichungen (Auszug)
- Aspects of modern realistic fiction in American. Master’s Thesis zum M. A., University of Toronto 1947 OCLC 976665569
- The Rich Man – A Novel. McClelland & Stewart, Toronto 1948 OCLC 2667374; Neuauflage: The Rich Man. Red Deer Press, Calgary 2006, ISBN 978-0-88995-339-0
- The Problem of Exile and Alienation in Modern Literature. Dissertation zum Ph. D., London 1954 OCLC 184740375
- Henry Kreisel et al.: Klanak Islands – A Collection of Short Stories. Klanak Press, Vancouver 1959 OCLC 472967103
- Recent Criticism of the Novel. In: University of Toronto Quarterly, Vol. 31 No. 2 (1962), S. 246–250
- The Betrayal. McClelland & Stewart, Toronto 1964 OCLC 723889771
- The Prairie – A State of Mind. Royal Society of Canada, Ottawa 1969 OCLC 65762201
- Diary of an Internment. In: White Pelican, Vol. 4, No. 3, Sommer 1974, Edmonton, S. 4–40 OCLC 896682548
- The Almost Meeting and Other Stories. NeWest, Edmonton 1981; Neuauflage: The Almost Meeting and other stories. NeWest Press, Edmonton 2004, ISBN 978-1-896300-90-0
- mit Michael S. Batts: A Report Regarding the Establishment of a National Institute for Heritage Languages (Western Canada) Hrsg. v. Secretary of State of Canada. Edmonton / Vancouver 1987 OCLC 796994071
- mit Michael S. Batts: Rapport des conseillers sur la création d'un Institut national des langues ancestrales (Ouest du Canada). Hrsg. v. Secrétariat d’État du Canada. Edmonton / Vancouver 1987 OCLC 796994072

## Mitgliedschaften und Funktionen
- Mitglied der Canadian Association of University Teachers (CAUT)
- 1959/60: Präsident der Association of the Academic Staff of the University of Alberta
- 1962/63: Präsident der Canadian Association of University Teachers (CAUT)
- 1963–1965: Vorsitzender des Canada Council Post-graduate Scholarships Committee for English Literature
- 1966–1969: Mitglied des Board of Governors of the University of Alberta
- 1966–1969: Mitglied des Governor-General’s Award Jury for Literature
- 1978–1980: Vizepräsident der Edmonton Chamber Music Society
- 1980–1983: Präsident der Edmonton Chamber Music Society
- 1987: Berater des Canadian Secretary of State for Multiculturalism[3]

## Auszeichnungen und Ehrungen
- 1946/47: Reuben Wells Leonard Fellow der University of Toronto
- 1953/54: Travelling Fellow der Royal Society of Canada
- 1960: President’s Medal der University of Western Ontario
- 1960: Fellow des International Institute of Arts and Letters (IIAL), Genf
- 1970: Fellow der Royal Society of Arts, London
- 1983: Literature Award der J. I. Segal Foundation, Montréal
- 1986: A. C. Rutherford Award for Excellence in Teaching der University of Alberta
- 1986: Sir Frederick Haultain Prize des Government of Alberta for significant contributions to the Fine Arts
- 1987: Officer of the Order of Canada[2][3]

## Notizen
1. 1 2 3 4 5 6 7 8 9  Herbert A. Strauss, Werner Röder, Hannah Caplan, Egon Radvany, Horst Möller, Dieter Marc Schneider (Hrsg.): The Arts, Sciences, and Literature. Walter de Gruyter, Berlin 2014, ISBN 978-3-598-10089-5, S. 662
2. 1 2 3 4 5 6 7 8  Thomas E. Tausky: Henry Kreisel. In: The Canadian Encyclopedia, auf: thecanadianencyclopedia.ca
3. 1 2 3 4 5 6 7 8  Henry Kreisel (Memento des Originals vom 25. Mai 2022 im Internet Archive)  Info: Der Archivlink wurde automatisch eingesetzt und noch nicht geprüft. Bitte prüfe Original- und Archivlink gemäß Anleitung und entferne dann diesen Hinweis., auf: umanitoba.ca
4. ↑  Alberta 150: The heart surgeon, the Flames owner and the cook. In: Calgary Herald, 21. Juni 2017, auf: calgaryherald.com
5. ↑  Haftnummer 32705: David Kreisel, geboren am 2. August 1891 in Waschkoutz, israelitisch, Angestellter, verheiratet, 2 Kinder, Wien 2, Ilgplatz 7, in „Schutzhaft“ vom 13. März bis zum 3. Juni 1939; Zitiert nach: NARA Zugangsbuch Nr. 106 / 32686. In: Archiv der Gedenkstätte KZ Dachau
6. ↑  Henry Kreisel: Diary of an Internment. In: White Pelican, Vol. 4, No. 3, Sommer 1974, Edmonton, S. 4–40 OCLC 896682548
7. ↑  Ernest Robert Zimmermann: The Little Third Reich on Lake Superior – A History of Canadian Internment Camp R, hrsg. v. Michel S. Beaulieu und David K. Ratz. The University of Alberta Press, Edmonton 2015, ISBN 978-0-88864-673-6, S. 7
8. 1 2 3  Kreisel, Henry (1922–1991). In: Encyclopedia of the Great Plains, auf: unl.edu
9. ↑  Shirley Neuman (Hrsg.): Another Country – Writings by and about Henry Kreisel. NeWest Press, Edmonton 1985, ISBN 0-920316-85-9, S. 13–17
10. 1 2 3 4 5 6  Henry Kreisel, auf: athabascau.ca
11. ↑  Prof. Dr. Josef Eisinger: Flucht und Zuflucht – Erinnerungen an eine bewegte Jugend (PDF-Datei; 11,9 Megabyte). Hrsg. v. Dokumentationsarchiv des österreichischen Widerstandes. Wien 2019, ISBN 978-3-901142-74-1, S. 118–152, 239
12. ↑  How Canada Lost its Nobel prize. In: Ottawa Citizen, 16. Oktober 1998
13. ↑  Annette Puckhaber: Ein Privileg für wenige – Die deutschsprachige Migration nach Kanada im Schatten des Nationalsozialismus (PDF-Datei; 2,5 Megabyte). LIT-Verlag, Münster 2002, S. 45 (144)
14. 1 2  Kreisel, Henry. In: Encyclopaedia Judaica, auf: encyclopedia.com
15. ↑  Kreisel remembered as inspiring lecturer. In: Edmonton Journal, 24. April 1991
16. ↑  Henry Kreisel, auf: edmontonjewishcemetery.ca

| Personendaten    | Personendaten                                           |
| ---------------- | ------------------------------------------------------- |
| NAME             | Kreisel, Henry                                          |
| KURZBESCHREIBUNG | kanadischer Anglist, Hochschullehrer und Schriftsteller |
| GEBURTSDATUM     | 5. Juni 1922                                            |
| GEBURTSORT       | Wien                                                    |
| STERBEDATUM      | 22. April 1991                                          |
| STERBEORT        | Edmonton                                                |